# مارک بارو (بازیکن فوتبال)
مارک بارو (انگلیسی: Marc Baró؛ زادهٔ ۲۳ اوت ۱۹۹۹) بازیکن فوتبال است که در پست دفاع چپ برای کادیز سی اف بی بازی می‌کند.
وی همچنین در تیم ملی فوتبال زیر ۱۶ سال اسپانیا بازی کرده‌است.